# Arbalete

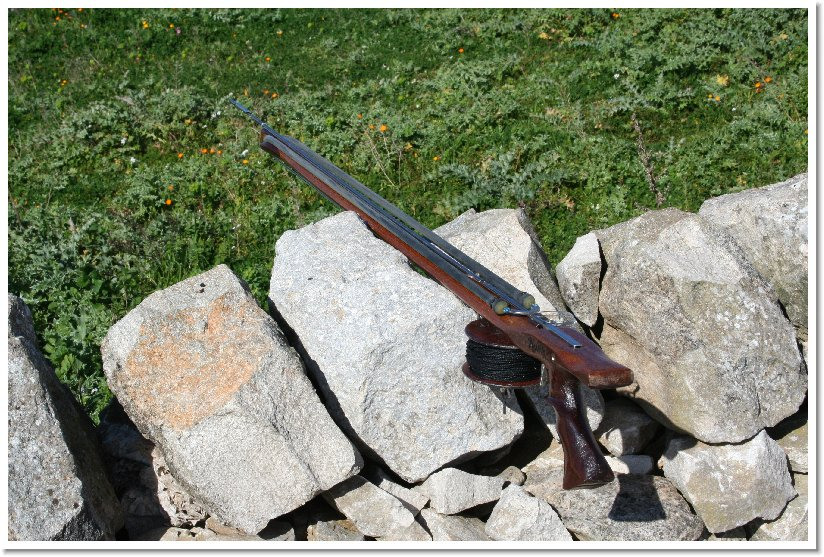
Arbalete monoelastico, in legno di mogano massello

L'arbalete (detto informalmente anche fucile ad elastico) è un fucile subacqueo, usato in particolare da parte dei pescatori in apnea.
Secondo Jacques Mayol, il primo a ipotizzare l'uso di un ordigno per la caccia subacquea capace di lanciare frecce di acciaio per rilascio di elastici tesi, sarebbe stato un tal Victor Tchemodanoff, che lo avrebbe realizzato, nella sua prima forma, in bambù.
In realtà il termine identifica, soprattutto in lingua francese (arbalète) anche l'arma da guerra più nota come balista.

## Caratteristiche generali

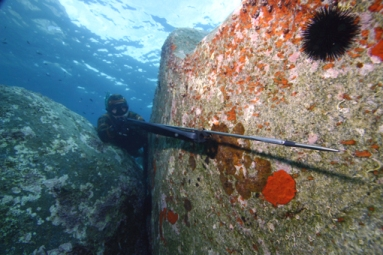
Un cacciatore subacqueo fermo all'aspetto in profondità con il suo arbalete

Il concetto di funzionamento dell'arbalete subacqueo non è molto dissimile da quello di una balestra (arbalète, in francese). Un'impugnatura dotata di meccanismo di sgancio trattiene un'asta d'acciaio che corre superiormente e parallelamente ad un fusto di vario spessore, forma e materiale (alluminio, legno, fibra di carbonio) solidamente fissato all'impugnatura e, nella parte terminale, ad una testata.
Quest'ultima può essere composta da un semplice foro nel quale passa un elastico circolare, oppure da due boccole filettate nel quale montare la coppia di elastici in lattice. L'elastico si tende e si aggancia per mezzo di un archetto metallico (ogiva), oppure da un solido cordino (dyneema), all'asta provvista di tacche di aggancio o pinnette saldate. L'asta sotto trazione degli elastici viene trattenuta da meccanismo di sgancio che, premuto il grilletto, permetterà il rilascio di quest'ultima andando a trafiggere il bersaglio a forte velocità.

## Specifiche tecniche
Le misure di questi fucili possono variare dai cortissimi di 40–50 cm di fusto, fino ai lunghissimi di quasi 2 metri di fusto (usati quasi esclusivamente in acque tropicali o là dove è richiesta una potenza ed una gittata esuberante per colpire grosse prede).
L'arbalete inoltre presenta svariati modelli che montano aste di diametro comprese tra 5 e 12 mm; la scelta intermedia (6,5 mm - 7 mm) risulta la più usata, le altre dimensioni vengono impiegate con esemplari di dimensioni proibitive quali tonni, ricciole, e altri pesci azzurri che fanno della loro forza fisica e della mole la dote per mettere in difficoltà il pescatore, per questi esemplari si useranno tra l'altro aste dotate di doppia aletta (o arpioni snodabili) in modo da assicurare una presa migliore, anche se alcuni professionisti sconsigliano ciò per via della scarsa penetrazione: infatti su di essa deve basarsi la fase di cattura.

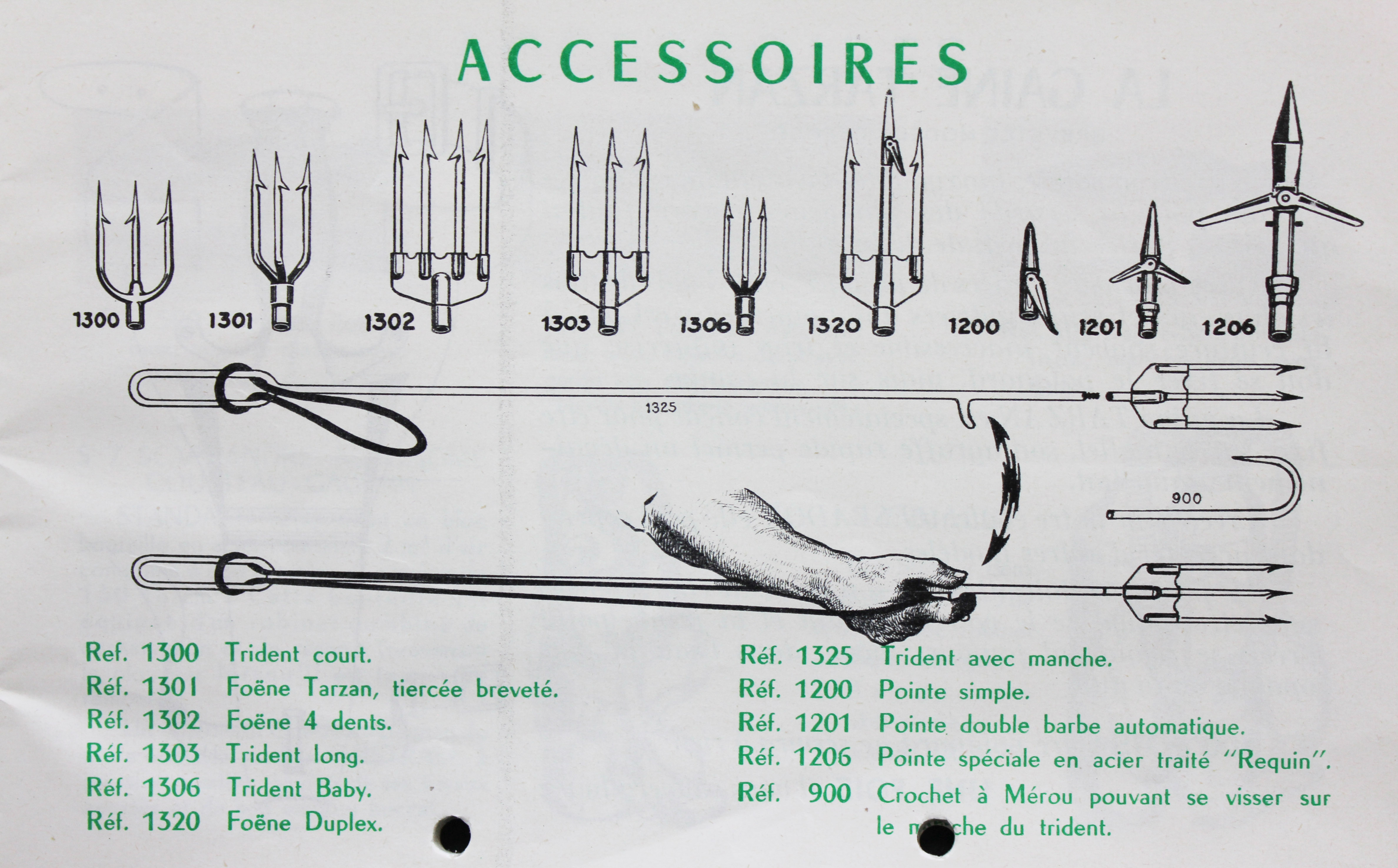
Accessori per arbalete (fiocine)

L'asta più usata per l'arbalete è la tahitiana, anche se con una fiocina a cinque punte su distanze corte si ottengono maggiori risultati. La fiocina a tre punte è da scartare perché non trattiene bene la preda né si può paragonare alla tahitiana per gittata.
La caratteristica più importante di questo attrezzo è la sua elevata precisione legata alla potenza di tiro, che permette di catturare prede che per altri fucili risultano impossibili. Il rinculo dell'arbalete è funzione delle caratteristiche di progettazione dello stesso.
In particolare essa dipende principalmente (ma non solo) dall'energia immagazzinata negli elastici e ceduta in parte (al momento dello sparo) all'asta, dalla massa del fucile stesso, dalla massa dell'asta spinta dagli elastici. L'arbalete permette di avere la massima precisione anche a lunghe gittate; nella pesca in apnea questo fattore è determinante perché se si scosta al momento del rinculo di 1 cm il bersaglio esso si trasformerà in parecchi cm su una distanza di 4 metri.

## Curiosità
- Dallo smontaggio di un arbalete, Che Guevara (insieme a Oris Delfìn Zaldìvar) sviluppò nel 1958 un'arma di guerriglia consistente in una bomba di latta che veniva lanciata a distanza grazie agli elastici appositamente smontati dagli arbalete, appunto; lo Sputnik (o M-26), com'era detta  questa bomba, fu poi modificata per poter essere lanciata con un fucile da fuoco caricato a salve[5].